# Richmond WCT 1984 - Doppio
Il doppio del torneo di tennis Richmond WCT 1984, facente parte della categoria World Championship Tennis, ha avuto come vincitori John McEnroe e Patrick McEnroe che hanno battuto in finale Steve Denton e Kevin Curren con il punteggio di 7–6, 6–2

## Teste di serie
1. John McEnroe /  Patrick McEnroe (Campioni)

1. Kevin Curren
 Steve Denton (finale)

## Tabellone

### Legenda
| - Q = Qualificato - WC = Wild card - LL = Lucky loser | - ALT = Alternate - SE = Special Exempt - PR = Protected Ranking | - w/o = Walkover - r = Ritirato - d = Squalificato |

|  | Primo turno | Primo turno                  | Primo turno               | Primo turno | Primo turno |  |  | Ultimo turno | Ultimo turno                 | Ultimo turno                 | Ultimo turno | Ultimo turno |  |
|  |             |                              |                           |             |             |  |  |              |                              |                              |              |              |  |
|  | 1           | Kevin Curren Steve Denton    | Kevin Curren Steve Denton | 6           | 6           |  |  |              |                              |                              |              |              |  |
|  |             | Rodney Harmon Mel Purcell    | Rodney Harmon Mel Purcell | 1           | 2           |  |  | 1            | Kevin Curren Steve Denton    | Kevin Curren Steve Denton    | 6            | 2            |  |
|  | 2           | John McEnroe Patrick McEnroe | 4                         | 7           | 7           |  |  | 2            | John McEnroe Patrick McEnroe | John McEnroe Patrick McEnroe | 7            | 6            |  |
|  |             | Fritz Buehning Mark Dickson  | 6                         | 6           | 6           |  |  |              |                              |                              |              |              |  |